# José Antonio Ruiz
José Antonio Ruiz de la Cruz (* 16. April 1951 in Madrid), als Künstler allgemein nur José Antonio genannt, ist ein spanischer Tänzer und Choreograf des spanischen Tanzes und des Flamenco.

## Kindheit
In seiner frühen Kindheit zogen seine Eltern nach Südamerika um. In São Paulo in Brasilien lernte José Antonio seine ersten Tanzschritte bei Enrique Albéniz, einem nach Südamerika emigrierten Spanier aus Valencia. Mit kaum acht Jahren trat José Antonio in Buenos Aires zum ersten Mal öffentlich auf.
Dort wurde María Antinea auf ihn aufmerksam, eine Flamenco-Sängerin, die mit einem Impresario aus der Varieté-Szene verheiratet war. Sie engagierte ihn als Attraktion für die Show, wo er als eine Art Wunderkind galt. Daneben nahm er Tanzunterricht bei Ángel und Luisa Pericet und der russischen Ballerina Ekaterina Galanta, die in jener Zeit am Teatro Colón tanzte. Er lernte Carmen Amaya kennen und lebte eine Zeitlang bei ihrer Familie und in ihrem Freundeskreis. Seine Eltern sahen das Ganze mit Skepsis; sie fürchteten eine gewisse Ausbeutung, die der künftigen künstlerischen Karriere ihres Kindes schaden könnte. Sie beschlossen, die Wunderkind-Episode zu beenden, ihm stattdessen eine hochwertige professionelle Ausbildung zukommen zu lassen, und reisten mit ihm zurück nach Madrid.
In Madrid nahm er Unterricht bei Victoria Eugenia, Alberto Lorca, Héctor Zaraspe, José Granero, Karen Taft und Pedro Azorín. 1964 trat er in die Kompanie von María Rosa ein. Er zählte gerade 13 Jahre.

## Frühe Karriere
Ein Jahr später trat er bei Antonio y sus Ballets de Madrid ein, arbeitete weiter an seiner tänzerischen Ausbildung und trat in verschiedenen großen Theaterhäusern auf. 1967 tanzte er zur Choreografie von Antonio im Teatro alla Scala in Mailand zu Fantasía galaica nach Ernesto Halffter, und im städtischen Theater von Bologna zu Carmen. Gemeinsam mit seiner Ehefrau, der Tänzerin Luisa Aranda, gründete er 1972 die Kompanie Siluetas. Dort schuf er seine ersten eigenen Choreografien. So choreografierte er 1974 Cancela von Fina de Calderón und den Paso a cuatro von Pablo Sorozábal. Im gleichen Jahr lud Antonio ihn ein, bei dem Film La taberna del toro mitzuwirken. José Antonio tanzte dort eine Farruca und einige Caracoles. Der Film gibt einen guten Eindruck von seinem persönlichen Stil, mit dem er zum zeitgenössischen Tanz beitrug: Die Feinheit und Eleganz seiner Bewegungen in Verbindung mit der stilechten Interpretation des Flamenco.

## Ballet Nacional de EspañaundBallet Español de Madrid
1978 wechselte er als Solist zum neu gegründeten Ballet Nacional de España. Dort choreografierte er 1980 Candela von Fina de Calderon.
1981 erhielt er den Ruf, sich gemeinsam mit seiner Frau Luisa Aranda der Gruppe GIAD anzuschließen, die sich um Antonio Gades formiert hatte. Im Oktober 1981 verließ Antonio Gades die Gruppe, um sein eigenes Ensemble zu gründen. Daraufhin bat man José Antonio, die künstlerische Leitung zu übernehmen. Er bat jedoch José Granero, diese Aufgabe zu übernehmen, und übernahm seinerseits die Rolle als künstlerischer Co-Direktor. Die Gruppe änderte ihren Namen in Ballet Español de Madrid. Für sie choreografierte er Variaciones flamencas als persönliche Hommage an Carmen Mora und Félix Ordóñez sowie Desenlace und El Amargo. Die Musik zu allen drei Stücken komponierte Emilio de Diego. El Amargo beruht auf einem Text von Federico García Lorca. José Antonio tanzte die Rolle des Pferdes Jinete.
1985 kehrte er als erster Solotänzer und Choreograf an das Ballet Nacional de España zurück. 1986 wurde er zu dessen künstlerischem Direktor ernannt. Er choreografierte oder inszenierte:
- Laberinto nach Musik von Xavier Montsalvatge (1985);
- Con mi soledad von Carles Santos (1985);
- El sombrero de tres picos von Manuel de Falla (1986);
- Castilla von Isaac Albéniz und Rafael Frühbeck de Burgos (1986)
- Fandango de Soler von Claudio Prieto (1988);
- Soleá von Manolo Sanlúcar (1988);

- Don Juan von José Nieto (1989);
- Romance de Luna von José Nieto (1990);
- La vida breve von Manuel de Falla (1992);
- Albaicín von Isaac Albéniz (1992);
- La gallarda von Rafael Alberti zu Musik von Manolo Sanlúcar (1992).

1992 kündigte er seine Stelle beim Ballet Nacional.

## Umbrüche
Nach einem Jahr Auszeit gründete er 1993 seine eigene Kompanie José Antonio y los Ballets Españoles. Ihr Debüt hatte sie im Januar 1994 in Sevilla. Das Programm bestand aus Flamenco, Aires de villa y corte von José Nieto und aus Cachorro, das er gemeinsam mit dem Dramaturgen Salvador Távora entwickelt hatte. Cachorro, von Távora als „ein Gesang gegen den Tod und die Gewalt“ charakterisiert, handelte von einem Christus aus Sevilla. Die Handlung entwickelt sich um ein riesiges Kreuz auf der Bühne, das am Ende mit dem gekreuzigten Christus aufgerichtet wurde. Ein Jahr später erregte er mit einer weiteren gewagten Vorstellung Aufsehen in der Tanzwelt. Sie bestand aus zwei eigenen Choreografien, Elementos und Imágenes und der Choreografie Elegía a Ramón Sitgé der beiden jungen Choreografen Ángel Rojas und Carlos Rodriguez. Elementos war inspiriert von Gustav Holsts Orchestersuite Die Planeten. José Antonio setzte darin die destruktiven Aspekte der modernen Zivilisation in Szene. Imágenes, basierend auf Tauromagia von Manolo Sanlúcar, entfaltete eine prachtvolle Suite verschiedener Palos des Flamenco: Tangos, Bulerías, Soleá por bulerias und Alegrías.
In jener Zeit entstanden folgende weitere Werke:
- Vs vitae, aufgeführt vom Ballet Argentino unter Julio Bocca;
- Goya divertissement, aufgeführt in Sankt Petersburg und basierend auf Musik, die Michail Iwanowitsch Glinka während eines Spanienaufenthaltes geschrieben hatte;
- El corregidor y la molinera, aufgeführt beim Festival de Música y Danza in Granada;
- Un tapiz por Goyescas, anlässlich des Geburtstags von Enrique Granados für die Fundación[13] Granados geschaffen;
- La gitana, basierend auf La gitanilla von Miguel de Cervantes und inspiriert von einer Choreografie desselben Themas, die Filippo Taglioni für das kaiserliche Sankt Petersburger Ballett geschaffen hatte.

1994 starb seine Frau Luisa Aranda.

## AmCentro Andaluz de Danza
1997 war ein Schlüsseljahr in der Karriere von José Antonio. Auf Anfrage von Francisco Nieva schrieb er eine Neufassung von Manuel de Fallas La vida breve für die Neueröffnung des Teatro Real von Madrid. Das Ministerium für Bildung und Kultur zeichnete ihn mit dem Premio Nacional de Danza aus, und der Kulturrat der Regierung der Region Andalusien ernannte ihn zum Direktor des Centro Andaluz de Danza. Für diese Kompanie choreografierte er neue Variationen zur Romera, in denen ein Tanzpaar verschiedene Emotionen zu diesem Tanz zum Ausdruck bringt. Mit Malunó gestaltete er eine virtuose Bulería für Aída Gómez. Der Name des Stückes bedeutet Blitz in der Kalé-Sprache; die Musik beruht auf dem Stück Retahíla von Chano Domínguez.
Vals patético, 1998 beim Festival de Música y Danza in Granada aufgeführt, beschreibt die Verführung eines Mannes durch eine unwiderstehlich attraktive Frau. Zu Musik von Enrique Morente, Leonard Cohen und Lito Vitale tanzten Aída Gómez und José Antonio die Rollen der Verführerin und des Verführten.
Für Elegía-Homenaje a Antonio Ruiz Soler wurde er 1999 beim Festival de Música y Danza in Granada mit der Ehrenmedaille ausgezeichnet. Das Stück besteht aus zwei Teilen: Ritmos von Joaquín Turina war noch nie zuvor in Tanzform auf die Bühne gebracht worden. José Antonio ließ dazu sein gesamtes Ensemble tanzen. Der zweite Teil bestand aus einigen der Danzas fantásticas, ebenfalls von Joaquín Turina. Unter anderem verkörperten Javier Barón und Isabel Bayón darin das seinerzeit berühmte jugendliche Tanzpaar Los chavallilos sevillanos.
In Golpes da la vida, 1999 aufgeführt, tanzt José Antonio die Rolle eines unzufriedenen, entmutigten Mannes im fortgeschrittenen Alter, der sein Leben für nutzlos hält. Die Begegnung mit einem jungen Mann, dargestellt von Rafael Campallo, weckt in ihm Lebensmut und neue Kraft und lässt ihn die Disziplin aufbringen, nach Perfektion zu streben. Die Musik dazu spielten Mariano Campallo und Paco Iglesias.
Picasso: paisajes führte er ebenfalls beim Festival in Granada auf, im Jahr 2001. Er selbst tanzte dazu gemeinsam mit den eingeladenen Gaststars María Giménez und Cest Gelavaert. Das Stück besteht aus den Teilen Paisaje azul, Paisaje rosa und Paisaje nero, die unterschiedliche Aspekte im Leben des Malers darstellen. Paisaje azul schildert die menschlichen Emotionen von Liebe, Zärtlichkeit, Einsamkeit und Trauer, die durch Bilder aus Picassos Blauer Phase vermittelt werden. Paisaje rosa sprüht vor Akrobatik und extrovertierter Lebensfreude. Paisaje nero schließlich beschreibt das Grauen des Bürgerkrieges.
In zwei weiteren Choreografien setzte er sich in jenem Jahr mit dem menschlichen Seelenleben auseinander. Sombra, eine Seguiriya getanzt von Joaquín Grilo, erzählt von dem tragischen „Schatten“, der das menschliche Dasein stets unterschwellig begleite und der in einem ungünstigen Moment so überwältigend stark werden könne, dass er das Leben auslöscht. Dicótomo mit Alejandro Granados handelt vom inneren Widerstreit der Gefühle, der erst dann zur Ruhe komme, wenn der Mensch stirbt. Erst dann erreiche er innere Harmonie.
La leyenda, 2002 in Salamanca aufgeführt, ist eine Hommage an Carmen Amaya. Zwei Tänzerinnen stellten unterschiedliche Aspekte ihrer Persönlichkeit dar: Úrsula López zeigte als Ella mujer die fragile menschliche Seite, Elena Algado als Ella immortal die strahlende, starke Künstlerin. Die Musik zu La leyenda wurde von José Antonio Rodríguez und Juan Requena komponiert.
Weiterhin choreografierte er für das Centro Andaluz de Danza:
- Latido flamenco von Manolete;
- Cosas de payos von Javier Latorre;
- Un ramito de locura mit Javier Barón;
- Encuentros mit Alejandro Granados, Eva la Yerbabuena und Isabel Bayón.

Für andere Kompanien und Gelegenheiten choreografierte er in jenen Jahren:
- Bodas de Sangre für Maria Rosas Ballet Español (1998);
- Carmen für das Ballet Nacional de España (1999);
- Eine Soleá por bulerías für das Festival von Jerez de la Frontera (1999);
- Blanco y negro für María Giménez, aufgeführt in Las Palmas (2000);
- Recordando el flamenco für María Rosas Ballett (2000);
- Tänze zu Entre amigos für das Festival von Jerez de la Frontera (2001);
- Salomé für Aída Gómez (2001).

Ferner hatte er 1999 einen Auftritt im Film Goya von Carlos Saura. Im Kurzfilm Ulises von 2003, einer tänzerisch-musikalischen Kurzfassung von Homers Odyssee, tanzte er unter der Regie von Dácil Pérez de Guzmán die Hauptrolle.
Seine letzte Arbeit für das Centro Andaluz de Danza war 2004 Café de Chinitas, eine abendfüllende Hommage an Salvador Dalí zu dessen hundertstem Geburtstag. Das komplexe symbolistische Bühnenwerk verknüpft Gedichte von Federico García Lorca mit surrealistischen Bühnenvorhängen nach Salvador Dalí, thematisiert Homosexualität, Frustration, Unverständnis und Tod. José Antonio choreografierte und trat selbst mit einer prahlerischen, grotesken Travestie in die Szene. Die Bühnenhandlung schrieb Manuel Huerga, Chano Domínguez komponierte die Musik, Esperanza Fernández sang und Lluis Danés führte die Bühnenregie.
2004 beendete er seine Arbeit am Centro Andaluz de Danza und übernahm erneut die Leitung des Ballet Nacional de España.

## Arbeit nach 2004
Zur weiteren Arbeit von José Antonio am Ballet Nacional siehe
2011 übergab er die Direktion des Ballet Nacional de España an seinen Nachfolger Antonio Najarro.
Im Januar 2017 war José Antonio, inzwischen 65 Jahre alt, nochmals in Murcia auf der Bühne zu sehen. Er tanzte dort zum Gesang von Miguel Ortega.

## Künstlerische Würdigung
Schon die Fülle und Vielfalt seiner Schöpfungen beweist die enorme Kreativität von José Antonio.
Herausragend in der Welt des spanischen Tanzes sind vor allem seine Pas de deux, ganz besonders jene, die von zwei Männern getanzt werden. Sowohl als Choreograf als auch als Tänzer zeigte er darin seine Meisterschaft. Das zeigte sich beispielsweise in den Duetten, die er 1977 mit Roberto Maral oder Antonio Alonso in Siluetas tanzte. Weitere Beispiele sind seine gemeinsamen Tänze mit Curillo und Candy Román sowie die Soleá por bulerías, gemeinsam mit Javier Barón auf dem Festival Solo por arte 1998 auf dem Festival in Sevilla getanzt. Unter den Pas de deux mit einer Frau begeisterten vor allem die Tänze aus Vals patético mit Aída Gómez.
2004 erhielt José Antonio die Ehrenmedaille der Stiftung Alicia Alonso und 2005 die goldene Verdienstmedaille für die Schönen Künste vom spanischen Kulturministerium.